# 九龍巴士13E線
九龍巴士13E線是香港九龍一條已停駛的巴士路線。

## 歷史
- 1984年2月13日投入服務，往來啟業及上秀茂坪。
- 1997年1月5日取消服務，由多線巴士更改行車路線和加設分段收費，以及開辦繁忙時間路線取代。

## 取消前行車路線
- 啟業開途經：宏照道，啟祥道，天橋，偉業街，觀塘碼頭通道，觀塘碼頭巴士總站，偉業街，敬業街，茶果嶺道，鯉魚門道，觀塘道，協和街，秀茂坪道，秀明道，曉光街。

（星期一至六早上7:00至9:30及下午5:00後，星期日及公眾假期全日，車長可視乎交通情況而改行成業街及開源道，而不會途經茶果嶺道、鯉魚門道及觀塘道。）
- 上秀茂坪開途經：曉光街，秀明道，秀茂坪道，協和街，開源道，觀塘碼頭通道，觀塘碼頭巴士總站，偉業街，啟祥道，宏照道，啟禮道，宏光道，宏照道。

## 取消後替代服務
- 11C線：把原定觀塘道近裕民坊往上秀茂坪的分段收費$2.8，提前由觀塘道近聖若瑟英文小學開始，為期三個月，其後還原。
- 15A線：來回程更改行車路線，往慈雲山方向，改經宏照道、宏光道及啟祥道；往藍田方向，改經啟祥道、宏照道、啟禮道、宏光道、宏照道、啟業巴士總站及宏照道，加設由宏光道往藍田的分段收費$2.8，以及開辦15P線(已於2016年取消)，平日星期一至六早上7:15由啟業開往藍田（北），星期日、公眾假期及學校假期停開。

## 掛牌車
- 丹尼士喝采巴士：CR5443（N303）、CS1906（N323）、CS2890（N325）、CT5805（N334）、CT5855（N335）、CT5138（N340）、CT5190（N341）